# Polska Superliga Tenisa Stołowego
Polska Superliga Tenisa Stołowego Sp. z o.o – spółka z ograniczoną odpowiedzialnością założona 15 września 2009 roku w wyniku umowy pomiędzy klubami tenisa stołowego mężczyzn uczestniczącymi w rozgrywkach najwyższego szczebla - ekstraklasy, które były inicjatorem powołania spółki.
Podstawowymi celami spółki są:

- rozwój profesjonalnego współzawodnictwa w tenisie stołowym;

- profesjonalizacja rozgrywek na najwyższym szczeblu;

- promocja rozgrywek - zwiększanie zainteresowania rozgrywkami wśród obecnych i potencjalnych kibiców tenisa stołowego;

- budowanie dobrego wizerunku dyscypliny;

- wprowadzanie wysokich standardów obowiązujących w najlepszych ligach i generowanie możliwie największych wpływów dla klubów poprzez m.in. umocnienie pozytywnego wizerunku rozgrywek ekstraklasy oraz wzrostu ich wartości komercyjnej i medialnej.
Polska Superliga Tenisa Stołowego jest najwyższym poziomem rozgrywek tenisa stołowego mężczyzn w Polsce. W sezonie 2014/15 powiększono liczbę uczestniczących drużyn do 12 (wcześniej 10). Dwa ostatnie zespoły spadają do I ligi (po sezonie 2013/14 ze względu na powiększenie ligi nikt nie został zdegradowany). W sezonach 2021/2022 i 2022/23 występowało 14 drużyn. Od sezonu 2023/24 liga ponownie liczy 12 zespołów. Obecnym mistrzem Polski jest KS Dekorglass Działdowo.

## Medaliści
| Sezon                             | Mistrz Polski                         | Wicemistrz Polski                     | Brązowy medalista MP                                                        |
| --------------------------------- | ------------------------------------- | ------------------------------------- | --------------------------------------------------------------------------- |
| 1931/1932                         | Makkabi Łódź                          | Hasmonea Lwów                         | Makkabi Kraków                                                              |
| 1932/1933                         | Hasmonea Lwów                         | Wisła Kraków                          | ---                                                                         |
| 1933/1934                         | Samson Tarnów                         | Makkabi Łódź                          | Hasmonea Lwów                                                               |
| 1934/1935                         | Hasmonea Warszawa                     | YMCA Warszawa                         | Samson Tarnów                                                               |
| 1935/1936                         | Samson Tarnów                         | Hasmonea Warszawa                     | YMCA Warszawa                                                               |
| 1936/1937                         | Samson Tarnów                         | Hasmonea Warszawa                     | Hagibor Kraków                                                              |
| 1937/1938                         | Samson Tarnów                         | PZL Warszawa                          | Hasmonea Lwów                                                               |
| 1938/1939                         | Samson Tarnów                         | Makkabi Chorzów                       | PZL Warszawa                                                                |
| 1945/1946                         | Cracovia                              | Orzeł Warszawa                        | BOS Warszawa                                                                |
| 1946/1947                         | Kop. Polska Świętochłowice            | Legia Warszawa                        | Cracovia                                                                    |
| 1947/1948                         | Kop. Polska Świętochłowice            | Siemianowiczanka                      | Społem Wrocław                                                              |
| 1948/1949                         | Cracovia                              | Związkowiec Warszawa                  | Polonia Warszawa                                                            |
| 1949/1950                         | Stal Siemianowice Śl.                 | Ogniwo Wrocław                        | Związkowiec Warszawa                                                        |
| 1950/1951                         | Ogniwo Wrocław                        | Ogniwo Kraków                         | Budowlani Warszawa                                                          |
| 1951/1952                         | Ogniwo Wrocław                        | Stal Siemianowice Śl.                 | Ogniwo Kraków                                                               |
| 1952/1953                         | Ogniwo Wrocław                        | Stal Siemianowice Śl.                 | Spójnia Warszawa                                                            |
| 1953/1954                         | Spójnia Warszawa                      | Budowlani Warszawa                    | Stal Siemianowice Śl.                                                       |
| 1954/1955                         | Sparta Warszawa                       | Sparta Wrocław                        | Budowlani Warszawa                                                          |
| 1955/1956                         | Sparta Warszawa                       | Budowlani Warszawa                    | Ślęza Wrocław                                                               |
| 1956/1957                         | Sparta Warszawa                       | Start Łódź                            | Ślęza Wrocław                                                               |
| 1957/1958                         | Sparta Warszawa                       | Skra Warszawa                         | Ślęza Wrocław                                                               |
| 1958/1959                         | Sparta Warszawa                       | Polonia Warszawa                      | Ślęza Wrocław                                                               |
| 1959/1960                         | Sparta Warszawa                       | Polonia Warszawa                      | Ślęza Wrocław                                                               |
| 1960/1961                         | Sparta Warszawa                       | Polonia Warszawa                      | AZS Gliwice                                                                 |
| 1961/1962                         | Sparta Warszawa                       | Start Gdynia                          | Start Łódź                                                                  |
| 1962/1963                         | Sparta Warszawa                       | Start Gdynia                          | Start Łódź                                                                  |
| 1963/1964                         | Sparta Warszawa                       | AZS Gliwice                           | Start Łódź                                                                  |
| 1964/1965                         | Sparta Warszawa                       | Włókniarz Łódź                        | AZS Gliwice                                                                 |
| 1965/1966                         | Spójnia Warszawa                      | Włókniarz Łódź                        | AZS Gliwice                                                                 |
| 1966/1967                         | Spójnia Warszawa                      | Wawel Wirek                           | AZS Gliwice                                                                 |
| 1967/1968                         | Spójnia Warszawa                      | Włókniarz Łódź                        | AZS Gliwice                                                                 |
| 1968/1969                         | Spójnia Warszawa                      | Włókniarz Łódź                        | AZS Gliwice                                                                 |
| 1969/1970                         | Spójnia Warszawa                      | AZS Gliwice                           | Stal Stalowa Wola                                                           |
| 1970/1971                         | Spójnia Warszawa                      | Włókniarz Łódź                        | Siarka Tarnobrzeg                                                           |
| 1971/1972                         | Włókniarz Łódź                        | Siarka Tarnobrzeg                     | Spójnia Warszawa                                                            |
| 1972/1973                         | Siarka Tarnobrzeg                     | Włókniarz Łódź                        | ROW Rybnik                                                                  |
| 1973/1974                         | Siarka Tarnobrzeg                     | Włókniarz Łódź                        | Zagłębie Lubin                                                              |
| 1974/1975                         | AZS Gliwice                           | Włókniarz Łódź                        | Siarka Tarnobrzeg                                                           |
| 1975/1976                         | AZS Gliwice                           | Siarka Tarnobrzeg                     | Zagłębie Lubin                                                              |
| 1976/1977                         | Włókniarz Łódź                        | AZS Gliwice                           | AZS Gdańsk                                                                  |
| 1977/1978                         | AZS Gliwice                           | AZS Gdańsk                            | Włókniarz Łódź                                                              |
| 1978/1979                         | AZS Gdańsk                            | AZS Gliwice                           | Włókniarz Łódź                                                              |
| 1979/1980                         | AZS Gdańsk                            | GKS Jastrzębie                        | Włókniarz Łódź                                                              |
| 1980/1981                         | AZS Gdańsk                            | AZS Gliwice                           | Włókniarz Łódź                                                              |
| 1981/1982                         | AZS AWF Gdańsk                        | AZS Gliwice                           | GKS Jastrzębie                                                              |
| 1982/1983                         | AZS AWF Gdańsk                        | AZS Gliwice                           | GKS Jastrzębie                                                              |
| 1983/1984                         | AZS AWF Gdańsk                        | AZS Gliwice                           | Górnik 23 Czerwonka                                                         |
| 1984/1985                         | AZS AWF Gdańsk                        | AZS Gliwice                           | GKS Jastrzębie                                                              |
| 1985/1986                         | AZS AWF Gdańsk                        | AZS Gliwice                           | Górnik 23 Czerwonka                                                         |
| 1986/1987                         | AZS Gliwice                           | AZS AWF Gdańsk                        | Górnik 23 Czerwonka                                                         |
| 1987/1988                         | AZS Gliwice                           | AZS AWF Gdańsk                        | Górnik 23 Czerwonka                                                         |
| 1988/1989                         | AZS Gliwice                           | AZS AWF Gdańsk                        | Zagłębie Lubin                                                              |
| 1989/1990                         | AZS Gliwice                           | AZS AWF Gdańsk                        | Lumel Zielona Góra                                                          |
| 1990/1991                         | AZS Gliwice                           | Zagłębie Lubin                        | AZS AWF Gdańsk                                                              |
| 1991/1992                         | Baildon Katowice                      | Uni-Complet Zielona Góra              | Górnik 23 Czerwonka                                                         |
| 1992/1993                         | Euromirex Radom                       | Baildon Katowice                      | Lumel Zielona Góra                                                          |
| 1993/1994                         | Euromirex Radom                       | Baildon Katowice                      | Lumel Zielona Góra                                                          |
| 1994/1995                         | Euromirex Radom                       | Baildon Katowice                      | AZS AWF Gdańsk                                                              |
| 1995/1996                         | Baildon Katowice                      | Nordis Zielona Góra                   | AZS AWF Gdańsk                                                              |
| 1996/1997                         | KS Piaseczno                          | Pogoń Lębork                          | Morliny Ostróda                                                             |
| 1997/1998                         | KS Piaseczno                          | Morliny Ostróda                       | Pogoń Lębork                                                                |
| 1998/1999                         | Morliny Ostróda                       | Olimpia Grudziądz                     | AZS AWF Gdańsk                                                              |
| 1999/2000                         | Morliny Ostróda                       | Odra Głoska Księginice                | ZKS Gaz Polski Zielona Góra                                                 |
| 2000/2001                         | Olimpia-Unia Grudziądz                | Odra Głoska Księginice                | Morliny Ostróda                                                             |
| 2001/2002                         | Odra Głoska Księginice                | ZKS Gaz Polski Zielona Góra           | Legiz Morliny Ostróda                                                       |
| 2002/2003                         | Odra Głoska Księginice                | ZKS Zielona Góra                      | Olimpia-Unia Grudziądz                                                      |
| 2003/2004                         | Odra Głoska Księginice                | Olimpia-Unia Grudziądz                | ZKS Zielona Góra                                                            |
| 2004/2005                         | Odra Głoska Księginice                | Olimpia-Unia Grudziądz                | Tęcza Nowa Wieś Lęborska                                                    |
| 2005/2006                         | Odra Głoska Księginice                | Olimpia-Unia Grudziądz                | Tur Jaktorów, Tęcza Nowa Wieś Lęborska                                      |
| 2006/2007                         | Odra Głoska Księginice                | Bogoria Grodzisk Mazowiecki           | Pełcz Górki Noteckie, Olimpia-Unia Grudziądz                                |
| 2007/2008                         | Bogoria Grodzisk Mazowiecki           | Trasko Ostrzeszów                     | Opoka Trzebinia, Dojlidy Białystok                                          |
| 2008/2009                         | Bogoria Grodzisk Mazowiecki           | Gorzovia Gorzów Wlkp.                 | Trasko Ostrzeszów, AZS Rzeszów                                              |
| Polska Superliga Tenisa Stołowego |                                       |                                       |                                                                             |
| 2009/2010                         | Bogoria Grodzisk Mazowiecki           | Pogoń Lębork                          | Gorzovia Gorzów Wlkp., Ostródzianka Ostróda                                 |
| 2010/2011                         | Olimpia-Unia Grudziądz                | Bogoria Grodzisk Mazowiecki           | Gorzovia Gorzów Wlkp., Pogoń Lębork                                         |
| 2011/2012                         | Bogoria Grodzisk Mazowiecki           | ZKS Drzonków                          | AZS Rzeszów, Silesia Miechowice                                             |
| 2012/2013                         | Olimpia-Unia Grudziądz                | Bogoria Grodzisk Mazowiecki           | ZKS Palmiarnia Zielona Góra, Kolping Jarosław                               |
| 2013/2014                         | Bogoria Grodzisk Mazowiecki           | Olimpia-Unia Grudziądz                | Kolping Jarosław, TTS Polonia Bytom                                         |
| 2014/2015                         | Olimpia-Unia Grudziądz                | Bogoria Grodzisk Mazowiecki           | Kolping Jarosław, KS Dekorglass Działdowo                                   |
| 2015/2016                         | Olimpia-Unia Grudziądz                | KS Dekorglass Działdowo               | Kolping Jarosław, TTS Polonia Bytom                                         |
| 2016/2017                         | Dartom Bogoria Grodzisk Mazowiecki    | AZS AWFiS Balta Gdańsk                | KS Dekorglass Działdowo, Lotto ZOOLeszcz Gwiazda Bydgoszcz                  |
| 2017/2018                         | PKS Kolping Frac Jarosław             | Dartom Bogoria Grodzisk Mazowiecki    | Fibrain AZS Politechnika Rzeszów, KS Dekorglass Działdowo                   |
| 2018/2019                         | Dartom Bogoria Grodzisk Mazowiecki    | KS Dekorglass Działdowo               | PKS Kolping FRAC Jarosław, KS Unia AZS AWFiS Gdańsk                         |
| 2019/2020                         | PKS Kolping Frac Jarosław             | Dartom Bogoria Grodzisk Mazowiecki    | KS Dekorglass Działdowo                                                     |
| 2020/2021                         | KS Dekorglass Działdowo               | KS Dartom Bogoria Grodzisk Mazowiecki | Sokołów S.A. Jarosław, KS AZS AWFiS Balta Gdańsk                            |
| 2021/2022                         | KS Dartom Bogoria Grodzisk Mazowiecki | Lotto Polski Cukier Gwiazda Bydgoszcz | KS Dekorglass Działdowo, KS AZS AWFiS Balta Gdańsk                          |
| 2022/2023                         | KS Dartom Bogoria Grodzisk Mazowiecki | KS Dekorglass Działdowo               | Global Pharma Orlicz 1924 Suchedniów, Lotto Polski Cukier Gwiazda Bydgoszcz |
| 2023/2024                         | Dartom Bogoria Grodzisk Mazowiecki    | KS Dekorglass Działdowo               | Polski Cukier Gwiazda Bydgoszcz, Petralana TTS Polonia Bytom                |
| 2024/2025                         | KS Dekorglass Działdowo               | Dartom Bogoria Grodzisk Mazowiecki    | Balta AZS AWFiS Gdańsk, Villa Verde KS Olesno                               |